# Petra Scheeser

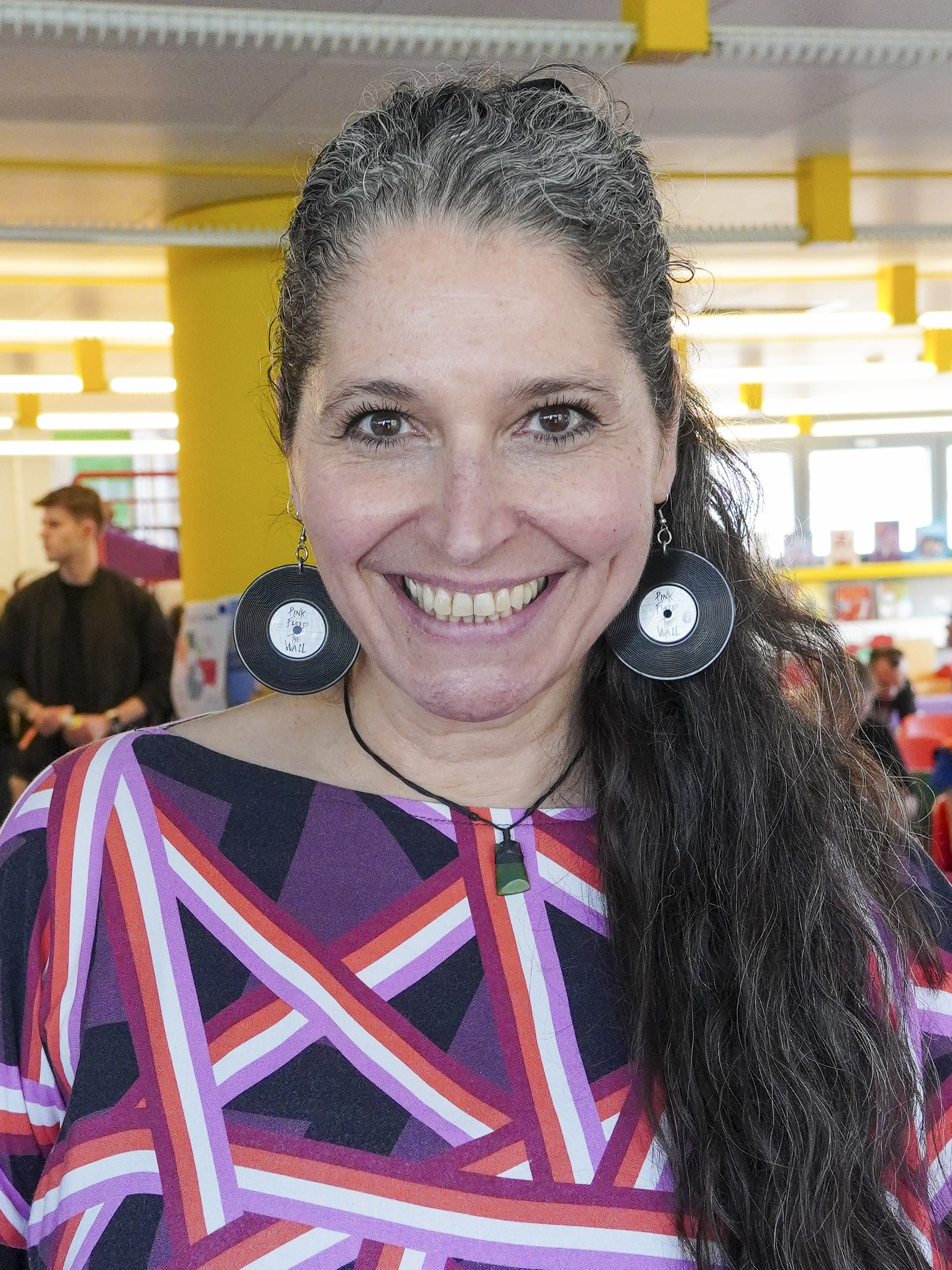
Petra Scheeser auf der MMC Berlin 2025

Petra Scheeser (* 20. Mai 1966 in München) ist eine deutsche Popsängerin, Songwriterin und Gesangslehrerin.

## Leben
Noch vor dem Abitur unterschrieb Petra Scheeser ihren ersten Plattenvertrag und nahm in den Jahren 1985 und 1987 mit der Popgruppe Wind am Eurovision Song Contest teil, wo sie mit den Titeln Für alle und Laß die Sonne in dein Herz zweimal den zweiten Platz für Deutschland erreichte.
Seit 1991 arbeitet Scheeser an eigenen deutschen und englischen Songs mit dem Komponisten und Keyboarder Oliver Hahn als Pop/Jazz-Duo Pao. Es entstanden die Alben Twisted (2001) und Alles im Kasten (2012). Die beiden sind verheiratet, ihre Tochter Julia Scheeser ist ebenfalls Sängerin und Songwriterin.
Außerdem ist Scheeser Sängerin der Hard Days Night Big Band. Als Sängerin der Funkband Jacuzzi erhielt sie 2006, 2014 und 2020 den Deutschen Rock & Pop Preis „Bestes Funk und Soul Album“.
Als Studiosängerin arbeitete Petra Scheeser für internationale TV- und Filmproduktionen, wie zum Beispiel Bärenbrüder (Disney 2003), Dschungelbuch 2 (Disney 2003), Detektiv Conan (Arts of Toyco 2006), Tinkerbell (Disney 2008), Küss den Frosch (Disney 2009), Die Eiskönigin – Völlig unverfroren (Disney 2014), Hannah Montana, Pokémon, Dragonball Z, Die Schöne und das Biest (Disney 2017), Aladdin (Disney 2019), Die Eiskönigin 2 (Disney 2019), Cats (2019) oder Jingle Jangle (Netflix 2020), Dear Evan Hansen (Universal 2021), Matilda Musical-Film (Netflix 2022).
2021 und 2022 war Scheeser als Backgroundsängerin mit der britischen Soul-Sängerin Joss Stone auf Tour. 2023 gab sie erstmals Konzerte auf der DoKomi, wo sie verschiedene Anime-Songs sang.

## Lehrtätigkeit
Petra Scheeser unterrichtet seit 2005 an der Popakademie Baden-Württemberg als Dozentin für Text und Gesang und seit 1998 an der Berufsfachschule für Musik in Dinkelsbühl. Ihre Lehrmethode hat sie in Form einer zweibändigen Vocal-School (SING!) bei Schott Music veröffentlicht.

## Lehrbücher
- Sing! Die neue Vocal School für SIE. Schott Music, Mainz 2012, ISBN 978-3-7957-4579-0.
- Sing! Die neue Vocal School für IHN. Schott Music, Mainz 2012, ISBN 978-3-7957-4580-6.

## Diskographie (Auswahl)
Als Solistin
- Wind: Stürmische Zeiten – Polygram/Jupiter Records (1985)
- Wind: Laß die Sonne in dein Herz – Polygram/Jupiter Records (1987)
- Wind: Jeder hat ein Recht auf Liebe – Polygram/Jupiter Records (1987)
- Wind: Alles klar – Polygram/Jupiter Records (1988)
- Wind: Hitze – Polygram/Jupiter Records (1990)
- Wind: Ebbe und Flut – BMG/Jupiter Records (1991)
- Wind: Träume sind für alle da – BMG/Jupiter Records (1992)
- Pao: Twisted – PAOmusic (2001)
- Pao: Alles im Kasten – Toyco Records (2012)
- Jacuzzi: Showcase (2013)
- Jacuzzi: one-o-one (2020)

Als Solistin auf Anime-Soundtracks
- Pokémon „Schnapp sie Dir alle!“ – Koch Records (1999)
- Digimon Vol. 1 – BMG (2000)
- Digimon Vol. 2 – BMG (2001)
- Monster Rancher – BMG (2001)
- Dragonball Z Vol. 1 – BMG (2001)
- Dragonball Z Vol. 2 – BMG (2002)
- Hamtaro – BMG (2002)
- Digimon Vol. 3 – BMG (2002)
- Winxclub – Heller als Licht (2003)
- One Piece – BMG (2003)
- Yu-Gi-Oh! – BMG (2003)
- Pretty Cure – BMG (2004)
- Detective Conan – BMG (2006)
- Ranma ½ – „Mit der Sonne“
- Ranma ½ – „Genau wie du“

Als Gastsängerin
- Megaherz: Himmelfahrt – ZYX Records (2000)
- Eisbrecher: Antikörper – AFM Records (2006)

Weitere Veröffentlichungen
- Toggo United – Fussball--Hymnen für die Weltmeister von morgen (Album, mit Andy Knote, Fred Röttcher, Tina Frank, Noel Pix, Connie Kreitmaier, Ruth Kirchner, Tom Fock, Frank Schindel, Ron Van Lankeren, Andy Barsekow und Bonfire als „Toggo United Allstars“)
- 2025: Ein Minecraft Film (A Minecraft Movie) als Dawn (Gesang)